# Meurtres de Leslie Hoorelbeke et Kévin Trompat
Le texte peut changer fréquemment, n’est peut-être pas à jour et peut manquer de recul. 
Le titre et la description de l'acte concerné reposent sur la qualification juridique retenue lors de la rédaction de l'article et peuvent évoluer en même temps que celle-ci.
Les meurtres de Leslie Hoorelbeke et Kévin Trompat sont une affaire criminelle française, survenue dans la région Nouvelle-Aquitaine. Elle débute dans la nuit du 25 novembre au 26 novembre 2022, après la disparition du couple et du chien de Leslie à Prahecq (Deux-Sèvres).
Après leur enlèvement et leur séquestration, leurs corps sont retrouvés début mars 2023 à Puyravault (Charente-Maritime). L'autopsie révèle que leur mort a probablement été provoquée par des coups portés avec un objet contondant. Cinq suspects ont été placés en garde à vue, puis en détention provisoire.

## Victimes

### Leslie Hoorelbeke
Leslie Hoorelbeke, âgée de 22 ans, possédait une entreprise dans le bâtiment.

### Kévin Trompat
Kévin Trompat, âgé de 21 ans, était un maraîcher en reconversion professionnelle.
Victime supposée: Onyx, le chien de Leslie.
Un cadavre de chien a été retrouvé le 2 janvier 2023 non loin du lieu de leur disparition. Compte tenu de l'état avancé de décomposition et de sa mise à l'équarrissage immédiate, il n'est pas possible d'établir avec certitude qu'il s'agissait du chien de Leslie.

## Faits
Leslie Hoorelbeke et son petit ami Kévin Trompat se rendent le 25 novembre 2022 vers 17 h 30 à Prahecq où ils doivent passer la soirée chez Nicolas Renou, un ami de Kévin Trompat, rue du Four, dans le bourg du village. Avant cela, le couple dépose quelques affaires et Onyx, le chien de Leslie Hoorelbeke, chez Tom Trouillet, un autre ami qui leur prête son domicile, situé dans la même rue, pour la nuit. Tom Trouillet leur laisse les clés de la maison puis se rend à une fête dans la commune de La Crèche, près de Niort.
Kévin et Leslie quittent le domicile de Nicolas Renou vers 3 heures du matin.
Depuis, ils ont disparu, avec Onyx, le chien de Leslie, un staff croisé malinois. Nicolas Renou est alors la dernière personne à les avoir vus.

## Signalement de leur disparition
Pendant une semaine, Kévin et Leslie ne donnent plus de signes de vie. Ils ne répondent plus au téléphone, ce qui, selon la belle-mère de Leslie, « est très inhabituel, car la belle-mère de Kevin m'a confirmé qu'il avait toujours son portable greffé à l'oreille. Il répond toujours, ça ne leur ressemble pas. ». Rapidement, les familles des disparus émettent des doutes sur le fait que leur disparition puisse être volontaire. Le père de Leslie avance rapidement la piste crapuleuse en évoquant la possibilité d’une affaire d’argent qui aurait mal tourné.
Au bout d'une semaine, le père et la belle-mère de Leslie se rendent à la gendarmerie d'Aigrefeuille-d'Aunis pour déclarer sa disparition. Une enquête est ouverte par le parquet des Deux-Sèvres et confiée à la section de recherches de Poitiers en co-saisine avec la brigade de recherches de Niort.

## Enquête

### Recherches
Le téléphone de Leslie Hoorelbeke borne le 26 novembre 2022 à Niort vers midi. Celui de Kévin Trompat bornera à Fouras, le 29 novembre, soit 3 jours après leur disparition.
Le 8 décembre 2022, des documents d'identité appartenant au couple — à savoir le BSR (brevet de sécurité routière) de Kévin notamment — sont retrouvés ainsi que des affaires leurs appartenant, une trousse de maquillage et des chaussures de Leslie, dans un conteneur à vêtements de l'association Le Relais à Puyravault. Les affaires ont été découvertes par l'employée d'un centre de tri.
Comme la loi le prévoit, passé ce délai, la simple disparition inquiétante devient information judiciaire le 12 décembre sous l'impulsion du procureur de la République de Niort, Julien Wattebled pour « enlèvement, détention ou séquestration »,.
Le véhicule de Leslie est retrouvé[Quand ?] devant le domicile de Tom Trouillet à Prahecq[source insuffisante], et celui de Kévin devant son domicile à Coulon (Deux-Sèvres)[réf. nécessaire].

### Battues

#### 5 janvier
Le 5 janvier, une battue est organisée à Prahecq par Karine Prat, la belle-mère de Trompat, pour essayer de les retrouver. Cette battue lancée sur Facebook devait commencer par un rendez-vous sur la place de l’Église de Prahecq à 9 h. Une centaine de personnes se retrouvent au pied de l’église de Prahecq, pour y participer.
Lors de cette battue, elle déclare à des journalistes qu'il « avait pratiquement 10 000 euros sur lui » le soir de sa disparition, une somme qu'elle lui avait apportée à Prahecq, selon elle « pour acheter une voiture »,.
Pendant la battue, la voiture de Karine Prat est cambriolée, ainsi que son domicile.

#### 14 janvier
Une deuxième battue est organisée le 14 janvier à Fouras,.
Celle-ci, faite à l'initiative du père de Trompat, alors en prison, est organisée par Cédric, un de ses amis.
La battue est qualifiée de confuse par certains journalistes. Déjà, aucun organisateur n'étant présent à l'heure au rendez-vous, la moitié des volontaires repartent. Ensuite, Cédric, l'ami du père de Trompat, ne sait pas où aller : ayant d’abord conduit les participants jusqu’à la pointe de la Fumée avant d’estimer qu’il n’y avait pas grand-chose à espérer dans ce coin et déplacer la battue de l’autre côté du bourg de Fouras, vers les marais de Soumard.

### Interpellations
Durant la période s'étalant de février à avril 2023, une série d'interpellations à lieu. La première interpellation est celle de Tom Trouillet, au domicile de son père à L'Aiguillon-sur-Mer, le 28 février 2023. Tom est placé en garde à vue et mis en examen le 2 mars précise dans un communiqué le procureur de la République à Poitiers, Cyril Lacombe,.
Tom est un ami du couple à qui il a prêté son domicile de Prahecq. Lors de la soirée durant laquelle le couple s'est volatilisé, Tom Trouillet serait passé brièvement au dîner auquel participaient Hoorelbeke et Trompat et aurait plus tard échangé des SMS avec Hoorelbeke.
La deuxième interpellation est celle de Nathan Badji, 22 ans, le 1er mars 2023 sur l'île de Ré en Charente-Maritime. Il a lui aussi été placé en garde a vue à Niort, et est originaire de Puyravault. Selon France 3, il s'est présenté à la gendarmerie après avoir été contacté par les enquêteurs. Il a été présenté au juge d'instruction de Poitiers le 3 mars 2023.
Enzo Challat, âgé de 23 ans est lui aussi placé en garde à vue, le 2 mars 2023, et est présenté au juge d'instruction le 4 mars 2023.
Stevan Mathieu, âgé de 24 ans est interpellé et placé en garde à vue le 12 avril 2023. Il est inquiété pour « enlèvement et séquestration », « recel de cadavre » et « modification de l’état des lieux d’un crime pour faire obstacle à la manifestation de la vérité ».
Mickael Zadi est interpellé et placé en garde à vue le 12 avril 2023. Il est inquiété pour « assassinats ».

### Découvertes des corps
Le vendredi 3 mars 2023, le corps de Trompat est découvert dans une forêt à Puyravault,.
Celui d'Hoorelbeke est trouvé le samedi 4 mars 2023 en fin de matinée, à 5 km de celui de son compagnon, dans une forêt de la commune de Virson sur les indications de Tom Trouillet.
Le procureur de la république de Poitiers, Cyrille Lacombe, annonce que les résultats des analyses ADN ont confirmé que les deux corps retrouvés étaient bien ceux de Leslie Hoorelbeke et Kevin Trompat.
Onyx, le chien, n'a toujours pas été retrouvé. Des avis de recherches sont diffusés sur les réseaux sociaux,.
L'autopsie des corps révèle que les victimes sont décédées à la suite de coups de barres de fer ou de battes de base-ball. Selon le rapport d'autopsie, Hoorelbeke n'a pas subi d'agression sexuelle.

### Déroulement des faits
Selon le témoignage des suspects, Tom Trouillet aurait recruté les quatre autres pour assassiner ses deux amis. Après avoir frappé ces derniers, ils auraient emmené les corps dans le coffre de la voiture d’Enzo C., le propriétaire de la Peugeot 207 à plusieurs kilomètres de là pour les enterrer. Ce dernier a avoué avoir prêté sa voiture.
Mickaël raconte qu'après avoir entendu des bruits provenant du coffre, Nathan serait sorti de la voiture et constaté que Leslie était encore en vie, la poignardant alors à plusieurs reprises. L'incident se serait reproduit plus tard, cette fois exécuté par Tom à coups de pelle. Les cadavres du couple sont ensuite déposés sous une tente avant que Leslie ne soit enterrée sur ce terrain avec l'aide de Stevan M, dit le K, un autre complice venu du Havre. Kevin lui, a été enterré dans une décharge de la commune de Puyravault en Charente-Maritime par Tom et Nathan.
Cette version est remise en cause.
Il y a plusieurs versions de la mort d'Onyx, le chien d'Hoorelbeke. Nathan B. aurait affirmé lors d'une confrontation avoir relâché le chien en Dordogne, à plus de 200 kilomètres des Deux-Sèvres. Mais selon Tom T., Nathan B. lui aurait assuré avoir tué Onyx de deux coups de fusil, avant de l’enterrer à côté d’une grange, à proximité de son domicile. Une autre version version veut que le chien aurait été enfermé dans la salle de bains de Trouillet, aurait plus tard été relâché en Dordogne par Badji après une tentative d’empoisonnement.

### Mobiles
Le mobile des suspects reste flou. Selon le procureur de la République, il pourrait aussi bien s'agir d'une « déception sentimentale et/ou des dettes financières ».

#### Piste de la déception sentimentale
Tom Trouillet semblait follement amoureux d'Hoorelbeke. Elle s'est mise en couple avec Trompat, qui lui a été présenté par Trouillet lui-même. Tom Trouillet aurait déclaré à un juge lors de la confrontation : « Ce qui a été très dur, c’est de réaliser que j’ai quitté ma femme pour Leslie, qui m’a trahi, ça m’a fait beaucoup de mal ».

#### Piste du trafic de drogue
Les enquêteurs privilégient la piste d'un crime lié au trafic de drogues.
Tom Trouillet aurait affirmé aux gendarmes, au cours de sa garde à vue, qu'un « litige » lié à la drogue serait à l'origine du drame,,. La belle-mère de Kevin Trompat a déjà confié lui avoir donné une importante somme en liquide peu avant la disparition, dans le but prétendu d'acheter un véhicule. Cette enveloppe de près de 10 000 € est, depuis, toujours introuvable.

#### Piste des dettes
Selon Le Parisien, au moins l’un des agresseurs avait contracté une dette à l’égard de Kevin Trompat. Selon La Nouvelle République, il s'agit d'environ 30 000 €.

## Marche blanche et obsèques
Le dimanche 12 mars, une marche blanche est organisée dans les Deux-Sèvres par Guy Trompat, le père de Kévin. Il déclare que le mobile de ce double assassinat est la jalousie
Il désire  « que justice soit faite. C'est insurmontable, ils ont détruit des vies, ils ont détruit ma vie. Je ne pourrai pas vivre sans mon fils. ». La famille Hoorelbeke n'a pas souhaité s'associer à cette démarche.
Le jeudi 16 mars 2023, ont lieu les obsèques de Kévin Trompat à Niort,. Celles de Leslie Hoorelbeke sont organisées le samedi 18 mars au crématorium de La Rochelle,,,.

## Suites judiciaires
Au total, cinq jeunes hommes ont été mis en examen dans cette affaire, 1 pour «enlèvement et séquestration» et 2 pour «assassinats» et «modification de l’état des lieux d’un crime pour faire obstacle à la manifestation de la vérité» et pour «enlèvement et séquestration sans libération volontaire avant le 7ᵉ jour».

### Différents suspects

#### Tom Trouillet
II est mis en examen de manière supplétive par le juge d’instruction du pôle criminel de Poitiers pour "enlèvement et séquestration" et placé en détention provisoire,.
Début novembre 2023, il est mis en examen pour assassinat.
Le 8 novembre, son avocate — Me Julie Adenot — porte plainte pour violation du secret de l’instruction après que le journal Le Parisien a publié le 4 novembre un article décrivant la nuit où a eu lieu le crime. D'après elle « Ces informations mettent à mal le principe de présomption d’innocence en accablant mon client. ». Elle avait déjà porté plainte en avril 2023 après des révélations du Parisien,,.

#### Nathan Badji
Le 3 mars, Nathan Badji est mis en examen pour « assassinats » et « enlèvement et séquestration » ainsi que pour « modification de l'état des lieux d'un crime », écroué et placé en détention provisoire,,. Le 18 mars 2025, il est remis en liberté pour une erreur de procédure, mais soumis à un contrôle judiciaire strict. 
C’est Badji, armé d’un marteau, qui aurait d’abord frappé Trompat à la tête « à plusieurs reprises » pendant que Trouillet aurait maîtrisé Hoorelbeke.

#### Enzo Challat
Il a été mis en examen pour « assassinats, modification de l’état des lieux d’un crime pour faire obstacle à la manifestation de la vérité et pour enlèvement et séquestration sans libération volontaire avant le 7ᵉ jour ». Il a été placé en détention provisoire.

#### Mickael Z
Mickael Z est mis en examen le 14 avril 2023 pour assassinats, modification du lieu du crime, enlèvement, séquestration et recel de cadavre. Il est placé en détention provisoire,.

#### Stevan Mathieu
Stevan Mathieu — présenté par Tom Trouillet comme le "K" — aurait participé à la guerre en Ukraine, il serait capable de manier les explosifs, de fabriquer des bombes artisanales et même « de faire disparaître des gens ».
Il est interpellé le 12 avril dans un hôtel du Havre, où il est veilleur de nuit.
Il reconnaît être allé à La Rochelle pour soutenir moralement son ami Nathan Badji et avoir rencontré Tom Trouillet en marge d'une fête techno.
Le lendemain, lui et Nathan Badji se seraient rendus dans un Bricomarché pour acheter deux sacs de chaux vive, une pelle et de la mort-aux-rats. Le bornage téléphonique place les deux hommes à Prahecq lorsqu'ils semblent revenir chez Tom Trouillet, lieu où le couple a été tué. Selon Tom Trouillet et Mickaël Zadi, ce serait pour nettoyer la scène de crime.
Stevan Mathieu est mis en examen pour enlèvement, séquestration, recel de cadavre et modification de l’état des lieux d’un crime. Il reconnaît son implication dans les faits de recel et modification de scène de crime. Mais un second retour dans la région, trois semaines plus tard, interroge. La justice le soupçonne avec Nathan Badji d’avoir déterré cette nuit-là au moins l’un des deux corps pour le déplacer.
Stevan Mathieu aurait agi par appât du gain. Une part du butin, en espèces ou en cocaïne, volé à Kevin Trompat lui aurait été promise.
En janvier 2024, incarcéré à la maison d'arrêt du Mans, il est libéré et placé sous contrôle judiciaire,. L'enquête des gendarmes de la section de recherches de Poitiers a démontré que Stevan Mathieu était arrivé dans le Marais poitevin vers minuit, bien après Leslie Hoorelbeke et Kévin Trompat. Le juge d'instruction a décidé une démise en examen des chefs d'enlèvement et séquestration mais il reste mis en examen pour recel de cadavres et modification d'une scène de crime.

### Confrontation
Les différents suspects ont été amenés pour une confrontation devant un juge d'instruction le 27 septembre afin de raconter leur version des faits.

### Réaction du père de Trompat
Le père de Kévin, Guy Trompat, est condamné le 2 juin 2023 par le tribunal de Niort à dix-huit mois d'emprisonnement dont six avec sursis pour menaces de mort pour avoir voulu faire éliminer en prison les suspects du double meurtre,,. Une somme de 100 000 € aurait été promise à quiconque tuerait les suspects ou leurs proches,. Le tribunal correctionnel de Niort l'a relaxé du délit d'« instigations à l'assassinat non suivies d'effet », mais a conclu qu'il était coupable de « menaces de mort matérialisées par écrit, image ou tout autre objet en récidive », a rapporté l'AFP.
Le père de Kevin Trompat a finalement été condamné le vendredi 2 juin 2023 à 18 mois de prison dont six avec sursis, à l’interdiction de détenir une arme durant cinq ans et au retrait de son permis de chasse pour avoir proféré des menaces de mort. Il a en revanche été relaxé du délit d’instigations à l’assassinat non suivies d’effet.

### Lien avec une autre affaire
Marie-Thérèse Garcia — grand-tante d'Hoorelbeke — a été mise en examen le 25 mai des chefs d’enlèvement et séquestration en bande organisée, meurtre et détention d’arme de catégorie B et C, et placée en détention provisoire, selon le parquet de Versailles pour le meurtre de Corinne Di Dio, ayant eu lieu en 1995,.
En effet, elle aurait menacé les personnes impliquées dans la disparition du couple en déclarant : « Il vaut mieux qu’ils [les gendarmes] les chopent avant qu’on sache qui c’est. Parce que moi, je vais leur emmener, mais en morceaux, dans une valise. Voilà. ». Les enquêteurs de la brigade criminelle de Versailles ont fait le lien avec l’affaire Corinne Di Dio, dont le corps avait été retrouvé décapité et démembré dans une malle en fer. Marie-Thérèse Garcia avait déjà été sur la liste des suspects potentiels du meurtre puisqu'elle connaissait la victime compte-tenu qu’elles étaient toutes deux les compagnes de deux frères braqueurs, dans les années 1980. Elle avait déjà été placée en garde à vue pour cette affaire en 2007, à la suite de l’accusation de sa fille. Selon cette dernière, le meurtre de Corinne Di Dio aurait eu lieu au domicile de Marie-Thérèse Garcia, où elle vit toujours. La police Technique et Scientifique a d’ailleurs effectué de nouvelles analyses de sa maison le 6 mars.
Interpellée et mise en examen deux mois plus tard, Marie-Thérèse Garcia se trouve actuellement en détention provisoire et clame son innocence. Elle a été réentendue par la juge d’instruction le 11 août dernier.

### Réaction de la famille d'Hoorelbeke
Les parents d'Hoorelbeke ont choisi de se constituer partie civile.
Dans une interview donnée à TF1, la sœur d'Hoorelbeke dit : « j’affronte tout ça [la médiatisation de l'affaire] pour rétablir son honneur, lui rendre sa dignité, pour soigner ses blessures, pour tout l’amour que je lui porte ».

### Réactions de la police
Pour faire face à l'augmentation du trafic de drogue, la police augmente son travail de harcèlement et d’investigation.

### Réaction d'associations
L'association Assistance et recherche de personnes disparues soutient la famille de Leslie Hoorelbeke.

### Reconstitutions des faits
Deux reconstitutions ont lieu le 2 et 4 octobre 2024 dans les Deux-Sèvres, à Prahecq, puis près de la Sèvre à Niort, à proximité de la commune de Magné, en présence des principaux suspects,,.

## Dans la culture populaire

### Documentaires télévisés
- Enquêtes criminelles : le magazine des faits divers le 17 mai 2023 sur W9[76]
- Sept à Huit le 20 août 2023[77]

### Vidéos
La vidéaste Marine Bou a fait une vidéo sur cette disparition,,.
Le vidéaste McSkyz a consacré l'une de ses "HVF" à cette affaire.